# Celama ralphia
Celama ralphia är en fjärilsart som beskrevs av William Schaus 1921. Celama ralphia ingår i släktet Celama och familjen trågspinnare. Inga underarter finns listade i Catalogue of Life.